# Brodie Talbot
Brodie Talbot (13 de febrer de 1989) és un ciclista australià. Professional des del 2014, actualment militant a l'equip St. George Continental.

## Palmarès
- 2012
  - Vencedor d'una etapa al Tour de Toowoomba
- 2014
  - 1r al Baw Baw Classic